# Plotosaurus
Il plotosauro (Plotosaurus Camp, 1951) è un genere di rettili marini estinti, appartenente alla famiglia Mosasauridae. Vissero alla fine del Cretacico superiore (Maastrichtiano, circa 70 milioni di anni fa) e i loro resti fossili sono stati ritrovati in Nordamerica (California). È uno degli ultimi mosasauri noti, e anche uno dei più specializzati.

## Descrizione
Questo rettile marino era uno dei mosasauri più specializzati. La forma del corpo, infatti, suggerisce che Plotosaurus era eccezionalmente idrodinamico, ed erano presenti caratteristiche non comuni in altri mosasauri. Il cranio era snello e allungato, con orbite e narici estremamente grandi; le zampe (trasformate in strutture simili a pinne come in tutti i mosasauri) erano strette e allungate, con numerose falangi accessorie. La parte anteriore del corpo, inoltre, era profonda, corta e relativamente rigida, mentre quella posteriore era allungata e vi era un'estrema riduzione dei chevron e delle zigapofisi. La coda era lunga e appiattita lateralmente, e la parte posteriore era trasformata in una struttura appiattita e alta, formata dalle spine neurali eccezionalmente allungate. 
In generale, l'aspetto di questo insolito mosasauro doveva ricordare quello degli ittiosauri, le "lucertole - pesce" estintesi qualche milione di anni prima. In relazione agli altri mosasauri, il cranio era piccolo rispetto al corpo: un esemplare di Plotosaurus tuckeri lungo 13 metri possedeva una testa di circa 60 centimetri. Uno studio del 2013 ha messo in luce come il cranio di Plotosaurus bennisoni, al contrario di quello degli altri mosasauri, avesse perso la caratteristica elasticità mandibolare (streptostilia). Questa riduzione della mobilità cranica potrebbe essere in relazione con la dieta strettamente piscivora di Plotosaurus.

## Tassonomia
I resti fossili di Plotosaurus vennero scoperti nel 1937 da Allan Bennison, un collezionista di fossili californiano, che rinvenne le ossa nella Mount Diablo Range in California (formazione Moreno). Pochi anni dopo i resti vennero descritti da Camp (1942), che li attribuì a un nuovo genere di mosasauri, Kolposaurus ("lucertola della baia"), e a due specie distinte: la più grande, K. tuckeri, raggiungeva i 13 metri, mentre la più piccola (e più specializzata, K. bennisoni) raggiungeva i 9 metri. Successivamente lo stesso Camp dovette cambiare il nome generico, in precedenza attribuito a un notosauro. Ecco allora Plotosaurus ("lucertola nuotatrice"). Secondo Camp, la specie più grande differiva da quella più piccola in alcuni dettagli anatomici (un'interclavicola più grande, la forma dell'osso frontale e un minor numero di denti pterigoidei), ma altri studiosi (Lindgren et al., 2008) ritengono che P. tuckeri sia solo un esemplare di grosse dimensioni di P. bennisoni, la specie tipo. 
Plotosaurus è considerato uno stretto parente di Mosasaurus, ma più specializzato; è quindi considerato uno dei mosasauri più derivati. Questi due generi formano la tribù dei Plotosaurini, comprendente i mosasauri dal corpo più idrodinamico. Un altro possibile parente (o forma ancestrale a queste due) è Eremiasaurus del Marocco.

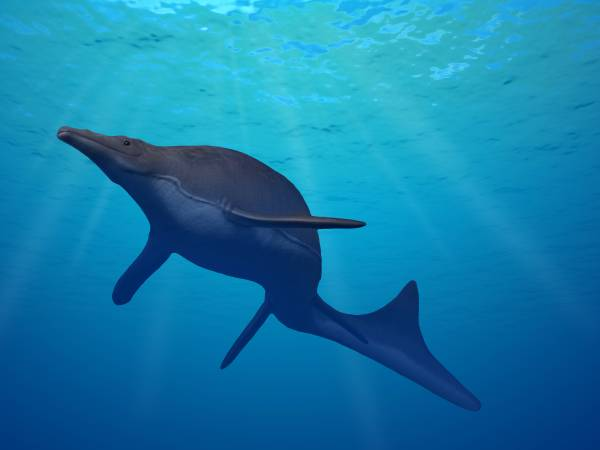
Possibile ricostruzione di Plotosaurus nel suo ambiente naturale

## Paleoecologia
I resti di Plotosaurus sono stati ritrovati in una formazione che ha restituito i resti di numerosi pesci, di altri mosasauri (Plesiotylosaurus) e di altri rettili marini (i plesiosauri a collo lungo Aphrosaurus, Morenosaurus e Fresnosaurus). Probabilmente Plotosaurus era un veloce cacciatore di pesci, come suggerirebbe la sua morfologia e il contenuto dello stomaco fossilizzato in un esemplare. Sono state inoltre ritrovate impronte della pelle di questo mosasauro, che indica un ulteriore adattamento al nuoto veloce (Lindgren et al., 2009).